# Kongojute

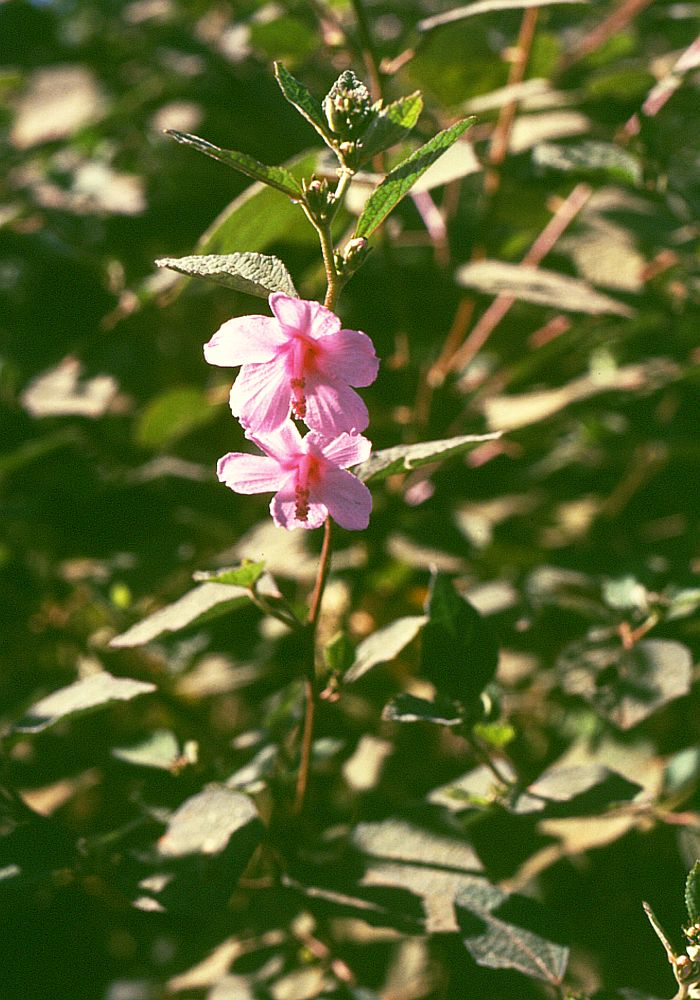
Zweig mit radiärsymmetrischen Blüten

Die Kongojute (Urena lobata), in Brasilien auch aguaxima genannt, ist eine Pflanzenart in der Familie der Malvengewächse (Malvaceae). Diese Art ist weltweit in den Tropen verbreitet; sie gilt weithin als „Unkraut“. Sie wird teilweise auch zur Bastfaserngewinnung genutzt.

## Beschreibung

### Erscheinungsbild und Blatt
Die Kongojute wächst als ausdauernde krautige Pflanze bis Halbstrauch und erreicht Wuchshöhen von etwa 0,5 bis 2 Meter. Die Stängel sind filzig mit Sternhaaren (Trichome) bedeckt. 
Die Laubblätter sind in Blattstiel und Blattspreite gegliedert. Der Blattstiel ist 1 bis 4 Zentimeter lang. Die Blattspreiten sind drei- bis fünflappig mit runder bis herzförmiger Spreitenbasis. Die Blattspreiten im unteren Bereich der Sprossachse sind bei einer Länge von 4 bis 5 Zentimeter und einer Breite von 5 bis 6 Zentimeter fast kreisförmig mit einem dreizipfeligen oberen Ende. Die Blattspreiten im mittleren Stängelbereich sind eiförmig und 5- bis 7-mal 3 bis 6,5 Zentimeter groß. Die Blattspreiten im oberen Bereich der Sprossachse sind bei einer Länge von 4 bis 7 Zentimeter und einer Breite von 1,5 bis 3 Zentimeter länglich bis lanzettlich. Die Laubblätter wirken durch sternförmige Behaarung mehr oder weniger grau. Der Blattrand ist gesägt. Die früh abfallenden Nebenblätter sind bei einer Länge von 2 bis 3 Millimeter fadenförmig.

### Blüte und Frucht
Die Blüten stehen einzeln oder zu mehreren in den Blattachseln. Die Blütenstiele sind etwa 3 Millimeter lang und wollig behaart. Die zwittrigen Blüten sind radiärsymmetrisch und fünfzählig. Die 6 mm langen und wollig behaarten Außenkelchblätter sind im unteren Drittel verwachsen. Die fünf Kelchblätter sind becherförmig verwachsen und kürzer als der Außenkelch. Die fünf rosafarbenen bis rötlichen Kronblätter sind bei einer Länge von 1 bis 1,5 (selten bis 2,5) Zentimeter verkehrt-eiförmig. Bei der Unterfamilie Malvoideae sind die vielen Staubblätter zu einer den Stempel umgebenden Röhre verwachsen, der sogenannten Columna. Diese Staubblattsäule ist etwa 1,5 Zentimeter lang und kahl. Fünf Fruchtblätter sind zu einem fünfkammerigen Fruchtknoten verwachsen. In jeder Kammer wird ein einzelner Same gebildet. Der behaarte Griffel besteht aus zehn Griffelästen (doppelt so viele wie Fruchtblätter).
Die abgeflacht kugeligen Früchte weisen einen Durchmesser von etwa 1 Zentimeter auf. Die einzelnen keilförmigen Teilfrüchte besitzen Widerhaken und haften ähnlich Kletten an Kleidung und Haaren.

### Chromosomenzahl
Die Chromosomenzahl beträgt 2n = 28 oder 56.

## Verbreitung
Die Kongojute ist weltweit in den Tropen heimisch; ihre ursprüngliche Heimat ist unklar, obwohl vor allem über eine asiatische Abstammung spekuliert wird.
Besonders an gestörten Standorten, beispielsweise auf durch Beweidung beeinträchtigten Flächen in Florida, breitet sich die Pflanze schnell aus. Ihre Vermehrung wird durch das Weidevieh unterstützt, das im Fell die Samen verbreitet und durch die Störung des Bodens gute Voraussetzungen für die Vermehrung schafft.

## Nutzung
In einigen Ländern, wie Brasilien und Kongo, wird die Kongojute wegen ihrer Bastfasern gezielt angepflanzt. Aus den Fasern, die in Brasilien aramina, in Afrika Congo jute genannt werden, werden unter anderem Sackleinwand und Schnüre hergestellt. Von dieser Nutzung in Afrika leitet sich auch der deutsche Name Kongojute ab.

## Systematik
Die Art Urena lobata gehört zur Gattung Urena aus der Tribus Hibisceae in der Unterfamilie der Malvoideae innerhalb der Familie der Malvengewächse (Malvaceae). Die Erstveröffentlichung von Urena lobata erfolgte 1753 durch Carl von Linné in Species Plantarum, 2, S. 692.
Innerhalb der Art Urena lobata werden mehrere bis viele Varietäten unterschieden (Auswahl):
- Urena lobata var. chinensis (Osbeck) S.Y.Hu
- Urena lobata var. glauca (Blume) Borss.Waalk. (Syn.: Urena lappago var. glauca Blume)
- Urena lobata var. henryi
- Urena lobata L. var. lobata (Syn.: Urena sinuata L.)
- Urena lobata var. viminea (Cav.) Gürke (Syn.: Urena viminea Cav.)

## Besonderheit
Einer der Namen, den diese Pflanzenart auf Portugiesisch (aus der Tupi-Sprache) in Brasilien trägt, ist aguaxima. Unter diesem Namen befindet sich ein Eintrag in der Encyclopédie von Denis Diderot, der mit dem Wortlaut „Die Aguaxima ist eine Pflanze Brasiliens und der Inseln des südlichen Amerikas“ äußerst knapp war, was Diderot selbst zum Anlass nahm, über die Sinnhaftigkeit eines solch kurzen Eintrags in seiner Enzyklopädie zu philosophieren.